# 거제시장
거제시장은 경상남도 거제시의 시장이다.

## 역대 거제군수
| 대수 | 이름           | 재임기간                          | 재임년수   |
| ---- | -------------- | --------------------------------- | ---------- |
| 1    | 조창제(趙昌濟) | 1953년 1월 15일~1953년 11월 25일  | 11개월     |
| 2    | 박재욱(朴載煜) | 1953년 11월 26일~1955년 11월 25일 | 2년        |
| 3    | 박우경(朴雨璟) | 1955년 11월 26일~1958년 3월 15일  | 2년 4개월  |
| 4    | 이효원(李孝遠) | 1958년 3월 16일~1960년 5월 25일   | 2년 2개월  |
| 5    | 김상호(金尙浩) | 1960년 5월 26일~1961년 6월 20일   | 1년 1개월  |
| 6    | 구태옥(具太玉) | 1961년 6월 21일~1961년 10월 20일  | 4개월      |
| 7    | 변광영(卞光永) | 1961년 10월 21일~1964년 3월 16일  | 2년 5개월  |
| 8    | 이상철(李相哲) | 1964년 3월 17일~1965년 5월 1일    | 2년 2개월  |
| 9    | 강삼희(姜三喜) | 1965년 5월 2일~1968년 1월 1일     | 2년 7개월  |
| 10   | 이한순(李澣純) | 1968년 1월 2일~1970년 9월 10일    | 2년 9개월  |
| 11   | 박희수(朴犧銖) | 1970년 9월 11일~1971년 10월 21일  | 1년 1개월  |
| 12   | 김영완(金永玩) | 1971년 10월 22일~1973년 6월 30일  | 1년 8개월  |
| 13   | 허직(許稙)     | 1973년 7월 1일~1974년 4월 22일    | 10개월     |
| 14   | 이한순(李澣純) | 1974년 4월 23일~1974년 10월 16일  | 6개월      |
| 15   | 정태영(鄭泰永) | 1974년 10월 17일~1976년 3월 31일  | 1년 6개월  |
| 16   | 채낙현(蔡洛鉉) | 1976년 4월 1일~1977년 2월 10일    | 10개월     |
| 17   | 옥성선(玉聖善) | 1977년 2월 11일~1978년 8월 1일    | 1년 6개월  |
| 18   | 권택훈(權宅焄) | 1978년 8월 2일~1980년 7월 24일    | 2년        |
| 19   | 이봉목(李奉牧) | 1980년 7월 25일~1982년 7월 19일   | 2년        |
| 20   | 박창기(朴彰基) | 1982년 7월 20일~1983년 12월 26일  | 1년 6개월  |
| 21   | 이근식(李根植) | 1983년 12월 17일~1985년 9월 16일  | 1년 9개월  |
| 22   | 하일청(河一淸) | 1985년 9월 17일~1986년 3월 7일    | 6개월      |
| 23   | 백승두(白承斗) | 1986년 3년 8일~1988년 2월 4일     | 1년 11개월 |
| 24   | 김한배(金漢培) | 1988년 2월 5일~1991년 9월 30일    | 3년 8개월  |
| 25   | 김한배(金漢培) | 1988년 2월 5일~1991년 9월 30일    | 3년 8개월  |
| 26   | 이영돈(李永敦) | 1994년 10월 1일~1994년 12월 31일  | 3개월      |

## 역대 장승포시장
| 대수 | 이름           | 재임기간                         | 재임년수   |
| ---- | -------------- | -------------------------------- | ---------- |
| 1    | 이근식(李根植) | 1989년 1월 1일~1990년 6월 6일    | 1년 5개월  |
| 2    | 이진영(李珍榮) | 1990년 6월 7일~1992년 4월 24일   | 1년 11개월 |
| 3    | 하일청(河一淸) | 1992년 4월 25일~1993년 3월 29일  | 11개월     |
| 4    | 김명규(金明奎) | 1993년 3월 30일~1994년 9월 30일  | 1년 6개월  |
| 5    | 한창일(韓昌一) | 1994년 10월 1일~1994년 12월 31일 | 2개월      |

## 역대 거제시장
| 대수     | 이름           | 재임기간                          | 재임년수       |
| -------- | -------------- | --------------------------------- | -------------- |
| 1        | 김계현(金桂炫) | 1995년 1월 1일~1995년 6월 30일    | 6개월          |
| 2        | 조상도(曺相道) | 1995년 7월 1일~1998년 6월 30일    | 3년 (민선초대) |
| 3        | 양정식(梁楨植) | 1998년 7월 1일~2002년 6월 30일    | 4년            |
| 4        | 양정식(梁楨植) | 2002년 7월 1일~2003년 1월 6일     | 6개월          |
| 권한대행 | 박갑도         | 2003년 1월 6일~2003년 1월 23일    | 17일           |
| 권한대행 | 윤영           | 2003년 1월 24일~2003년 3월 3일    | 1개월 8일      |
| 권한대행 | 한일균         | 2003년 3월 4일~2003년 4월 24일    | 1개월 20일     |
| 5        | 김한겸(金汗謙) | 2003년 4월 25일~2006년 6월 30일   | 3년 2개월      |
| 6        | 김한겸(金汗謙) | 2006년 7월 1일~2010년 6월 30일    | 4년            |
| 7        | 권민호(權民鎬) | 2010년 7월 1일~2014년 6월 30일    | 4년            |
| 8        | 권민호(權民鎬) | 2014년 7월 1일~ 2018년 3월 8일    | 3년 3개월      |
| 권한대행 | 박명균         | 2018년 3월 9일~2018년 6월 30일    | 3개월          |
| 9        | 변광용(邊光龍) | 2018년 7월 1일~2022년 6월 30일    | 4년            |
| 10       | 박종우(朴宗佑) | 2022년 7월 1일~2024년 11월 14일   | 2년            |
| 권한대행 | 정석원         | 2024년 11월 14일 ~ 2025년 4월 2일 | 4개월 18일     |
| 11       | 변광용(邊光龍) | 2025년 4월 3일 ~                  |                |

## 같이 보기
- 거제시장 선거

1. ↑  대한민국 공직선거법 위반으로 시장직 상실
2. ↑  2025년 4월 2일 재보궐선거 당선